# Система индельты
Система индельты (от швед. indelningsverket) — система поселённого содержания армии и флота, существовавшая в Швеции в XVII—XX вв.

## Предыстория
Шведские короли ещё со времён Густава Васы задумывались над тем, как создать сильную, быстро мобилизуемую и не требующую больших расходов армию. В позднее средневековье вплоть до начального периода правления Густава Васы её ядро составляла дворянская конница, помимо которой в случае необходимости нанималась пехота, которая, однако, по экономическим причинам никогда не составляла сколько-нибудь значительной части шведской армии.
Во время восстания Нильса Дакке в 1541—1543 годах взбунтовавшиеся крестьяне смогли установить контроль практически над всем Смоландом и южными районами Эстеръётланда. Густаву Васе не без труда, но всё же удалось подавить восстание, однако оно показало, сколь большую угрозу могли нести для центральной власти вооружённые крестьяне. С другой стороны сделалось очевидным, что крестьянство обладает значительным военным потенциалом.
Опыт восстания привел к мысли отказаться от наёмников, заменив их постоянной армией, состоявшей из шведских и финских солдат, добровольно вступавших на военную службу. К 1559 году в шведской армии под ружьём находилось уже 15 тыс. человек. Командованию и солдатам могли предоставляться двор и участок земли. Однако подобный принцип так и не стал доминирующим в вопросе финансирования армии.
Следующий шаг был сделан в 1619 году Густавом II Адольфом, который постановил, что армия отныне должна была пополняться путём рекрутских наборов из расчёта один человек из десяти. Однако к 1630 году стало ясно, что того количества солдат, которое могла поставить подобная система, было недостаточно в условиях ведшихся Швецией войн. Процент иностранных наёмников в шведской армии резко вырос, однако Швеция, будучи небогатой страной, не могла содержать их без большого ущерба для казны.
В XVII веке Швеция за счёт своих соседей — России, Дании и Польши — приобрела значительные территории, которые необходимо было защищать от жаждавших реванша соперников. Война за Сконе (1675—1679) стала для шведов тяжёлым испытанием. Неудачи начального периода войны, сложность восполнения потерь армии обученными новобранцами и дезертирство выявили необходимость проведения новой военной реформы.

## Суть реформы

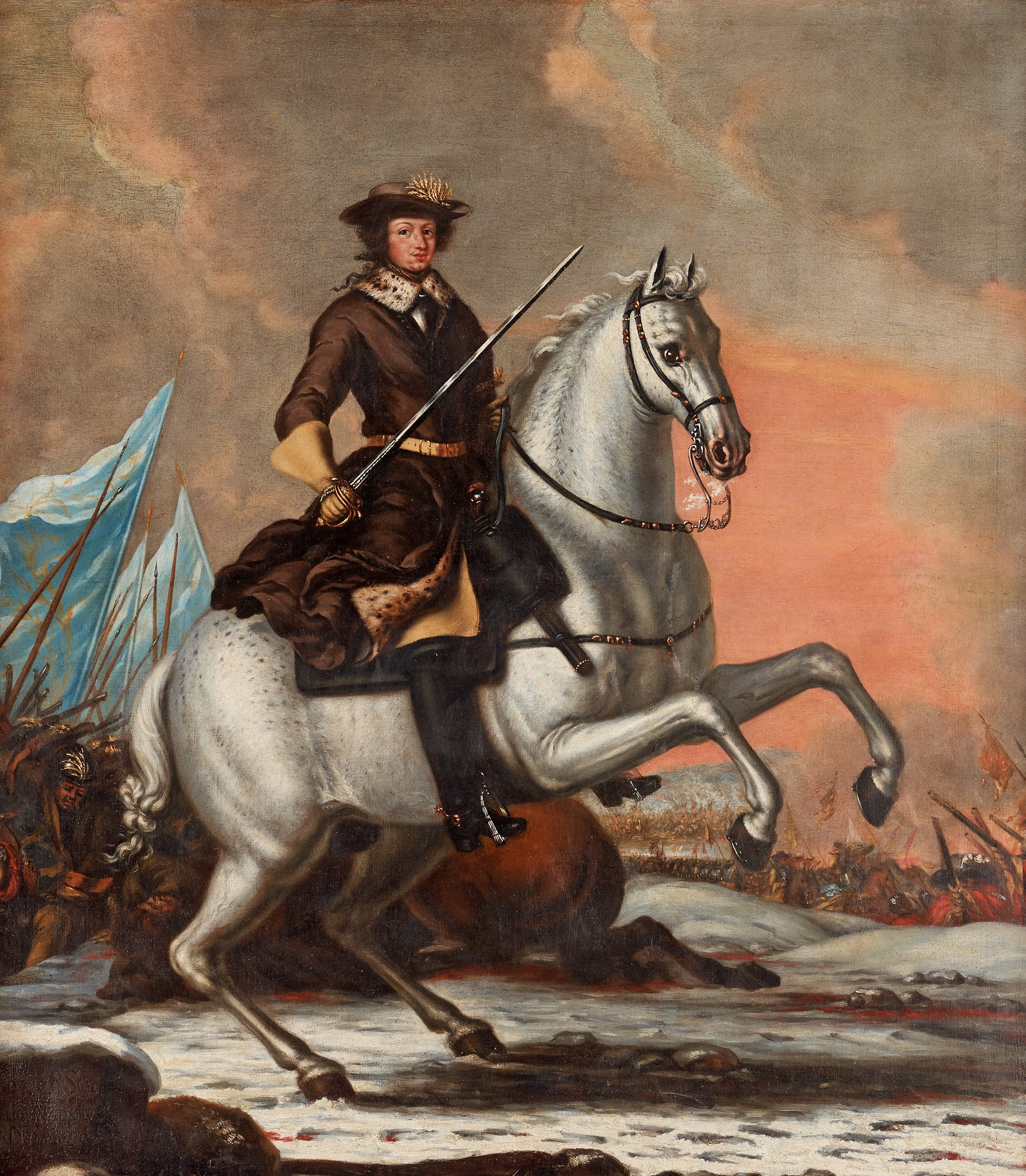
Король Карл XI.
Худ. Д. Клёккер-Эренстраль

На риксдаге 1682 года король Карл XI выдвинул предложение об укреплении обороны государства. В своём ответе, который, судя по всему, был продиктован самим королём, крестьянское сословие высказалось за отмену рекрутской и введение милиционно-территориальной системы комплектования армии. Реорганизация началась практически сразу же после предоставления ответа крестьянами. В подобной ситуации расколотое дворянство не могло оказать сопротивление, и в итоге в заключительном решении риксдага три остальных сословия полностью согласилось с выдвинутым предложением.
Суть реформы, которая должна была затронуть как коронных и скаттовых крестьян, так и фрельсовых, заключалась в том, что отныне каждый лен — как в военное, так и в мирное время — был обязан выставлять и содержать полк численностью в 1200 солдат. Два крестьянских двора (hemman) составляли так называемую «роту» (rota), которая выставляла одного солдата. В некоторых частях Швеции крестьянские дворы были слишком маленькими и тогда в роту могли входить от 3 до 15 хемманов. 150 солдат образовывали воинскую роту (kompani), которая географически часто соответствовала уезду. Восемь рот составляли полк.
Новобранцу предоставлялся участок земли с домом (torp) и скотина. Солдат имел право на ежегодное жалование, которое крестьяне выплачивали либо деньгами, либо продуктами. Кроме того, они снабжали его и военным снаряжением согласно чётко установленным правилам. В XIX в. этот порядок несколько изменился, и солдат был вынужден сам заботиться о приобретении снаряжения.
Каждый офицер, согласно своему чину, также получал свой двор, носивший название «бостель» (boställe). При повышении в звании офицер переезжал в бостель, приписанный к его новому чину.
Подобная же система была введена и для комплектования кавалерии и военного флота, где она получила название «рустхоллет» (rusthållet) и «ботсмансхоллет» (båtsmanshållet) соответственно. Командир боцманской роты (båtsmanskompani) проживал в той же самой местности, что и подчинённые ему матросы (båtsmän), однако когда те призывались на службу на какую-нибудь военно-морскую базу (Стокгольм, Ландскруна, Гётеборг), то командование над ними принимали офицеры базы.

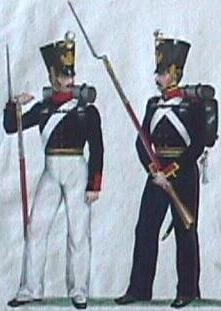
Шведские солдаты. 30-е гг. XIX в.

Принцип комплектования кавалерии несколько отличался от принципов комплектовании пехоты. Здесь кавалериста выставлял и содержал один крестьянин, получивший название рустхоллера. Поскольку снаряжение кавалериста обходилось гораздо дороже, чем снаряжение солдата, то корона освобождала рустхоллера от налогов. Во время войны четыре рустхоллера (четыре всадника составляли так называемую tältlag — «палаточную команду») были обязаны снабдить своих кавалеристов обозной лошадью и обозным. Кроме того, они предоставляли им палатку.
В то время, пока кавалерист не был на войне или на сборах, он должен был работать на рустхоллера, то есть фактически являлся его батраком. Тем не менее, он, так же как и солдаты, получал от рустхоллера торп и участок земли.
Солдаты индельты один раз в год призывались на военные сборы. Во время войны индельта после ухода одного солдата на войну выставляла второго, служившего для пополнения постоянного полка. Если и второй солдат уходил на войну, индельта могла выставить нового рекрута. Из таких рекрутов в случае необходимости формировали полки военного времени — так называемые третьеочередные (tremanningsregementen). Четвертая очередь рекрутов, как и первая, шла на пополнение основного полка, а из рекрутов пятой очереди, в случае необходимости, могли также формироваться временные полки — пятиочередные (femmanmngsregementen).

## Ход реформы
Для введения новой системы с крестьянами провинций заключался специальный договор. Первый такой договор был подписан с крестьянскими представителями от Сёдерманланда ещё 27 октября 1682 года на риксдаге. Вскоре их примеру последовали депутаты Эстеръётланда, Вестманланда, Нерке и Упланда и т. д. С населением Вермланда контракт был заключён лишь в 1688 году.
В южных провинциях реформа столкнулась с сопротивлением. Смоланд и Вестеръётланд отказались подписывать договор, однако после того, как в провинциях в 1683 году начался рекрутский набор, эти провинции пошли на уступки.
За весь период правления Карла XII (1697—1718 годы) не было сформировано ни одного нового полка индельты, но именно в его правление эта система была полностью опробована на практике. Кроме того, была использована система дополнительного принудительного набора рекрутов. Следует также иметь в виду, что шведская армия состояла не только из полков индельты, но и из вербованных частей, создававшихся на период войны.
Окончательно реформа была завершена лишь в 1733 году, когда население Вестерботтена дало согласие на её проведение в своей провинции.

## Упразднение
В течение всего XIX века в Швеции велись активные дискуссии относительно системы комплектования армии. В 1812 году впервые была введена своего рода всеобщая воинская обязанность: все мужчины в возрасте от 20 до 25 лет должны были проходить двухнедельное обучение (во время Крымской войны этот срок был увеличен до 30 дней). Однако это ополчение (beväring) должно было играть роль резерва для армии и флота, комплектование которых продолжалось по старой схеме.
В 60-х гг. XIX века дебаты по вопросу обороны государства вновь оживились, поскольку стало ясно, что старая система устарела, так как позволяла мобилизовать чрезвычайно малое количество солдат (25 тыс.), и к тому же их средний возраст был гораздо выше, нежели в других европейских странах, где армии начали организовываться на основе всеобщей воинской повинности.
В 1873 году было принято решение об увеличении числа военнообязанных и постепенной отмене поземельного налога. В 1885 году был сделан следующий шаг, и «призывной возраст» был увеличен с 21 до 32 лет. Период военных сборов также увеличился с 30 до 42 дней.
В 1892 году по инициативе премьер-министра Эрика Густава Бустрёма возраст военнообязанных вновь был повышен до 40 лет, а военные сборы теперь проводились в течение 90 дней. В 1901 году риксдаг постановил о введении в Швеции всеобщей воинской повинности. Решение означало, что набор в армию по старой системе с 1902 года отменялся, однако уже служащие солдаты продолжали нести свою службу. Последние из них вышли в отставку в 1940-х годах.

## Любопытные факты
В отличие от остального населения Швеции, традиционно не использовавших фамилии, солдаты шведской армии часто имели «солдатские фамилии». Командиры рот, чтобы иметь возможность различать многочисленных Юханссонов и Свенссонов, давали своим солдатам новые фамилии. Выбор таковых первоначально часто зависел от личных качеств солдата. Так до сих пор в Швеции существуют люди с фамилиями Раск («проворный»), Мудиг («смелый»), Йерв («дерзкий, отважный»), Старк («сильный»), Кланг («звон») и т. д. Кроме того, фамилия (особенно в первые годы существования новой системы) могла быть дана по названию деревни или торпа, откуда новобранец был родом: Вретлинг (из Вреты), Грэс (из Грэсбу), Окерлунд (из Окербю) и т. д.
Впоследствии фамилия стала передаваться «по наследству», то есть она переходила от вышедшего в отставку солдата к новобранцу, ветеран же вновь брал свой старый патроним.